# Enon
Enon – wieś, w USA, w hrabstwie Clark, w stanie Ohio.
Znajduje się 5 km od National Road (Cumberland Road), jednej z najstarszych autostrad w Stanach Zjednoczonych, wybudowanej w 1818 roku.

## Znane osoby
- Gus Grissom – astronauta udekorowany medalami „Congressional Space Medal of Honor” i „Purple Heart”.